# FC Zimbru Chișinău
FC Zimbru Chișinău är en moldavisk fotbollsklubb från Chișinău. Klubben grundades 1947 och spelar sina hemmamatcher på Stadionul Zimbru. Flera gånger har man spelat i de internationella europeiska cupturneringarna.

## Meriter
- Klubben var moldavisk mästare: 1992, 1992–93, 1993–94, 1994–95, 1995–96, 1997–98, 1998–99, 1999–00
- Moldavisk cupen: 1996–97, 1997–98, 2002–03, 2003–04, 2006–07, 2013–14
- Moldavisk supercup: 2014

## Placering tidigare säsonger
| Säsong  | Nivå | Liga              | Placering | Referens |
| ------- | ---- | ----------------- | --------- | -------- |
| 2013/14 | 1    | Divizia Națională | 4         | [ 1 ]    |
| 2014/15 | 1    | Divizia Națională | 6         | [ 2 ]    |
| 2015/16 | 1    | Divizia Națională | 3         | [ 3 ]    |
| 2016/17 | 1    | Divizia Națională | 5         | [ 4 ]    |
| 2017    | 1    | Divizia Națională | 8         | [ 5 ]    |
| 2018    | 1    | Divizia Națională | 5         | [ 6 ]    |
| 2019    | 1    | Divizia Națională | 7         | [ 7 ]    |
| 2020    | 1    | Divizia Națională | 8         | [ 8 ]    |
| 2021/22 | 1    | Divizia Națională | 7         | [ 9 ]    |
| 2022/23 | 1    | Superligan        | 3         | [ 10 ]   |
| 2023/24 | 1    | Superligan        | 3         | [ 11 ]   |